# 加夫里尔·尼古拉耶维奇·波波夫
加夫里尔·尼古拉耶维奇·波波夫（俄语：Гавриил Николаевич Попов，1904年—1972年），前苏联作曲家。

## 生平
1904年出生于新切爾卡斯克。1917年至1922年在顿河州音乐学院学习钢琴和作曲，1922年至1930年在列宁格勒音乐学院深造。1929年至1930年在学院组织了“新音乐文化”社团，学习探讨安东·布鲁克纳、古斯塔夫·馬勒、理查德·施特劳斯等人的最新交响乐作品。1935年，他创作的《第1交响曲》上演后便被苏联最高苏维埃禁止。之后，他承认“错误”，并回归到传统的方式作曲。1946年被授予斯大林奖。
他一生也为20多部苏联影片作过曲。其中包括《夏伯阳》、《她在保卫祖国》、《前线》、《伟大的转折》、《没讲完的故事》、《海之歌》、《烽火年代的故事》、《哥萨克》等。
1972年2月17日在列宁格勒州列皮诺去世。